# 김지원 (배우)
김지원(金智媛, 1992년 10월 19일 ~ )은 대한민국의 배우이다.
1992년 10월 19일 서울특별시 출생으로 자매로는 2살 터울의 언니가 한명 있다. 2010년 빅뱅과 함께 휴대폰 롤리팝 2 CF에 출연하면서 공식 데뷔하였고, 오란씨 CF를 찍으면서 오란씨걸로 각종 온라인 커뮤니티에서 많은 화제를 모으며 유명세를 치렀다.
2011년에는 장진 감독의 영화 《로맨틱 헤븐》의 여주인공으로 스크린 데뷔를 하였다. 같은 해, MBC 시트콤 《하이킥 짧은 다리의 역습》 출연했다. 드라마 《왓츠업》(2011), 《아름다운 그대에게》(2012), 《상속자들》(2013), 《갑동이》(2014) 등에 출연하였고, 2014년 현재의 소속사 킹콩 엔터테인먼트로 이적하였다. 2016년, 드라마 《태양의 후예》(2016)에서 육사출신 군의장교 중위 윤명주 역할을 맡아 호연을 펼치며 대세 스타로 발돋움했다.
2022년《나의 해방일지》에서 염미정은 말수가 없고 사람들 사이에서 눈에 띄지 않는 주변인이자 갑갑한 삶으로부터의 해방에 대한 열망이 큰 인물이기에 김지원은 표현을 극도로 절제하면서도 묵직함이 느껴지는 연기로 몰입을 이끌었다.
2023년《눈물의 여왕》에서 도도하고 차가운 재벌 3세이자 퀸즈백화점 사장인 홍해인 역할을 맡았다. 눈물의 여왕에서 그동안 뛰어나다고 평가받던 연기력과 미모가 물이 올랐다는 평가가 많으며, 특히나 김지원의 가장 큰 장점으로 언급되는 딕션이 특히나 빛을 발하고 있다. 또한 드라마도 신드롬급 인기로 해외에서도 큰인기를 얻으면서 제 2의 전성기를 열었다는 평가가 자자하다.

## 학력
- 서울온수초등학교(졸업)
- 경인중학교(중퇴)
- 중학교 졸업학력 검정고시(합격)
- 백암고등학교(졸업)
- 동국대학교 연극학부(졸업)

## 출연 작품

### 드라마
- 2011년~2012년 MBC 저녁 일일시트콤 《하이킥 짧은 다리의 역습》 ... 김지원 역
- 2011년~2012년 MBN 주말 미니시리즈 《왓츠업》 ... 박태이 역
- 2012년 SBS 드라마스페셜 《아름다운 그대에게》 ... 설한나 역
- 2013년 KBS2 수목 2부작 단막극 《연애를 기대해》 ... 최새롬 역
- 2013년 SBS 드라마스페셜 《상속자들》 ... 유라헬 역
- 2014년 tvN 금토 미니시리즈 《갑동이》 ... 마지울 역
- 2014년 KBS2 단막극 《KBS 드라마 스페셜 - 내가 결혼하는 이유》 ... 김지영 역 (특별출연)
- 2015년 LINE TV 《좋은 날》 ... 김지호 역
- 2015년 tvN 월화 미니시리즈 《신분을 숨겨라》 ... 민태희 역(1,2,9,10회 특별출연)
- 2016년 KBS2 수목 미니시리즈 《태양의 후예》 ... 윤명주 역
- 2017년 KBS2 월화 미니시리즈 《쌈 마이웨이》 ... 최애라 역
- 2018년 tvN 주말 미니시리즈 《미스터 션샤인》 ... 김희진 역(특별출연)
- 2019년 tvN 주말 미니시리즈 《아스달 연대기》 ... 탄야 역
- 2020년~2021년 카카오TV 화, 금 미니시리즈 《도시남녀의 사랑법》 ... 이은오 역
- 2022년 JTBC 주말 미니시리즈 《나의 해방일지》 ... 염미정 역
- 2024년 tvN 주말 미니시리즈 《눈물의 여왕》 ... 홍해인 역

### 영화
| 연도 | 제목                        | 역할   | 비고 |
| ---- | --------------------------- | ------ | ---- |
| 2011 | 로맨틱 헤븐                 | 최미미 |      |
| 2012 | 무서운 이야기               | 여고생 |      |
| 2013 | 무서운 이야기 2 - 탈출      | 사탄희 |      |
| 2018 | 조선명탐정: 흡혈괴마의 비밀 | 월영   |      |

## 연기 외 활동

### 텔레비전 프로그램
| 연도 | 방송사 | 제목                       | 역할             | 비고                                         |
| ---- | ------ | -------------------------- | ---------------- | -------------------------------------------- |
| 2011 | SBS    | 밤이면 밤마다              | 게스트 (19회)    | 2011.03.28 방송                              |
| 2012 | SBS    | 강심장                     | 게스트 (143회)   | 2012.08.28 방송                              |
| 2016 | SBS    | 일요일이 좋다 - 런닝맨     | 게스트 (297회)   | 2016.05.08 방송                              |
| 2016 | KBS2   | KBS 연기대상               | MC               | 전현무, 박보검과 공동 진행 2016. 12. 31 방송 |
| 2018 | JTBC   | 밤도깨비                   | 게스트 (25~26회) | 2018.01.28~02.04 방송                        |
| 2024 | tvN    | 놀라운 토요일 - 도레미마켓 | 게스트 (307회)   | 2024.03.23 방송                              |

### 뮤직 비디오
| 연도 | 가수   | 노래             | 비고 | 공식 유튜브 |
| ---- | ------ | ---------------- | ---- | ----------- |
| 2012 | 백승헌 | 〈해 뜰 때까지〉 |      | 유튜브      |

### 음반 및 노래
| 연도 | 앨범                           | 노래                  | 비고 |
| ---- | ------------------------------ | --------------------- | ---- |
| 2010 | 오란씨 TV CF song              | 〈하늘에서 별을따다〉 |      |
| 2012 | 하이킥! 짧은 다리의 역습 O.S.T | 〈Over The Rainbow〉  |      |

### 기타 활동
- 2016년 유니세프한국위원회 '2016 연말 캠페인-위액션'[#every child][10]

### 광고
| 연도      | 기업명                 | 제품명                      | 종류                   | 국가     | 공동 출연      |
| --------- | ---------------------- | --------------------------- | ---------------------- | -------- | -------------- |
| 2010      | LG전자                 | 싸이언 롤리팝2              | 휴대폰                 | 대한민국 | 빅뱅           |
| 2010      | 동아오츠카             | 오란씨                      | 음료                   | 대한민국 |                |
| 2010      | 삼성증권               | 삼성증권 POP 주식 Dream     | 증권 업체              | 대한민국 |                |
| 2010      | CJ푸드빌               | 뚜레쥬르                    | 베이커리 프랜차이즈    | 대한민국 | 원빈           |
| 2010~2012 | 한국존슨앤존슨         | Clean&Clear                 | 화장품                 | 대한민국 | 크리스탈, 서현 |
| 2010~2011 | 연승어패럴             | 클라이드.n                  | 캐주얼 의류            | 대한민국 | 성준, 비스트   |
| 2011      | (주)LF                 | 헤지스 악세사리             | 가방, 악세사리         | 대한민국 |                |
| 2011      | (주)케이마켓           | S.T.L.                      | 스노우 보드복          | 대한민국 | 김태원         |
| 2012      | 동아오츠카             | 오란씨                      | 음료                   | 대한민국 |                |
| 2013      | 크라운제과             | 쿠크다스 화이트             | 쿠키 과자              | 대한민국 |                |
| 2014~2017 | 고운세상 코스메틱      | 닥터지(Dr.G)                | 화장품                 | 대한민국 |                |
| 2015~2017 | 론즈데일               | 론즈데일                    | 스포츠 캐주얼 의류     | 중국     |                |
| 2016      | 남양유업               | 카와                        | 커피 음료              | 대한민국 | 최민호         |
| 2016      | CJ그룹                 | CJ ONE 카드                 | 포인트 제휴카드        | 대한민국 | 진구           |
| 2016      | 신세계                 | 스타필드 하남 유니온 스퀘어 | 쇼핑 테마파크          | 대한민국 | 정우성         |
| 2016      | 컴투스                 | 원더택틱스                  | 글로벌 RPG 모바일 게임 | 대한민국 |                |
| 2016      | 삼성물산 패션부문      | 라베노바                    | 가방, 악세사리         | 대한민국 |                |
| 2016~2017 | (주)IBC 쥬얼리         | 몰리즈                      | 쥬얼리                 | 대한민국 |                |
| 2016~2017 | KT                     | GIGA loT 홈                 | 사물인터넷 서비스      | 대한민국 |                |
| 2016~2017 | KT                     | GiGA로 5G를 향하여 - 5G     | 이동통신               | 대한민국 | 송중기         |
| 2016~2017 | 신한금융그룹           | 신한카드 FAN 클럽           | 모바일 플랫폼앱        | 대한민국 |                |
| 2016~2017 | 유한킴벌리             | 좋은 느낌                   | 여성 생리대            | 대한민국 | 원진아         |
| 2016~2018 | 일동제약               | 아로골드D                   | 비타민 음료            | 대한민국 |                |
| 2017      | 반도옵티컬             | 폴휴먼                      | 아이웨어               | 대한민국 |                |
| 2017      | 빙그레                 | 따옴                        | 음료                   | 대한민국 |                |
| 2017      | (주)제이에스티나       | 제이에스티나 백             | 가방, 악세사리         | 대한민국 |                |
| 2017      | 건강보험심사평가원     | 건강보험심사평가원          | 공익 광고              | 대한민국 |                |
| 2017~2018 | 기아                   | 기아 레이                   | 자동차                 | 대한민국 |                |
| 2017~2021 | (주)엘앤피코스메틱     | 메디힐(Mediheal)            | 마스크팩               | , , ,    | 현빈           |
| 2018~2021 | (주)엘앤피코스메틱     | 메이크힐(Makeheal)          | 화장품                 | 대한민국 |                |
| 2018      | (주)베이직하우스       | 베이직하우스                | 의류                   | 중국     |                |
| 2018~2019 | 동서식품               | 포스트 그래놀라             | 시리얼                 | 대한민국 |                |
| 2018~2019 | 하이트진로 (기린 맥주) | 기린이치방                  | 주류                   | 대한민국 |                |
| 2019~2021 | 농심                   | 신라면 건면                 | 식품                   | 대한민국 |                |
| 2019~2022 | 한국인삼공사           | 정관장 굿베이스             | 건강식품               | 대한민국 |                |
| 2022      | 종근당바이오           | 에브리바이옴 릴렉스         | 건강식품               | 대한민국 |                |
| 2022~2024 | 동서식품               | 포스트 그래놀라             | 시리얼                 | 대한민국 |                |
| 2023~2024 | 동서식품               | 포스트 에너지바 액티브      | 시리얼                 | 대한민국 |                |
| 2024~현재 | (주)한화손해보험       | 한화손해보험                | 보험                   | 대한민국 |                |
| 2024~현재 | 롯데칠성음료           | 처음처럼                    | 주류                   | 대한민국 | 구교환         |
| 2024~현재 | JW중외제약             | 프렌즈 아이드롭             | 의약품                 | 대한민국 |                |
| 2024~현재 | LVMH                   | 불가리                      | 주얼리, 시계, 향수     | 대한민국 |                |
| 2024~현재 | LG생활건강             | 더 히스토리 오브 후         | 화장품                 | 대한민국 |                |
| 2024~현재 | (주)우림에프엠지       | 스톤헨지(STONEHENgE)        | 쥬얼리                 | 대한민국 |                |
| 2024~현재 | (주)에프앤에프         | 듀베티카(DUVETICA)          | 의류                   | 대한민국 |                |

## 수상 및 후보
| 연도 | 시상식                         | 부문                             | 작품                     | 결과 |
| ---- | ------------------------------ | -------------------------------- | ------------------------ | ---- |
| 2011 | MBC 방송연예대상               | 코미디·시트콤부문 여자 신인상    | 하이킥! 짧은 다리의 역습 | 후보 |
| 2011 | MBC 방송연예대상               | 베스트 커플상 (with 이종석)      | 하이킥! 짧은 다리의 역습 | 후보 |
| 2013 | SBS 연기대상                   | 뉴스타상                         | 상속자들                 | 수상 |
| 2014 | 아시아 레인보우 TV 어워즈      | 여자 조연상                      | 상속자들                 | 후보 |
| 2016 | 제52회 백상예술대상            | TV부문 여자 인기상               | 태양의 후예              | 후보 |
| 2016 | 제5회 아시아태평양 스타 어워즈 | 여자 연기상                      | 태양의 후예              | 수상 |
| 2016 | 제5회 아시아태평양 스타 어워즈 | 베스트 커플상 (with 진구)        | 태양의 후예              | 수상 |
| 2016 | 제1회 아시아 아티스트 어워즈   | 드라마부문 베스트 셀러브리티상   | 태양의 후예              | 수상 |
| 2016 | 제1회 아시아 아티스트 어워즈   | 여자배우 인기상(드라마 부문)     | 태양의 후예              | 후보 |
| 2016 | KBS 연기대상                   | 여자 신인연기상                  | 태양의 후예              | 수상 |
| 2016 | KBS 연기대상                   | 미니시리즈부문 여자 우수연기상   | 태양의 후예              | 수상 |
| 2016 | KBS 연기대상                   | 여자 네티즌상                    | 태양의 후예              | 후보 |
| 2016 | KBS 연기대상                   | 베스트 커플상 (with 진구)        | 태양의 후예              | 수상 |
| 2017 | KBS 연기대상                   | 여자 최우수연기상                | 쌈 마이웨이              | 후보 |
| 2017 | KBS 연기대상                   | 미니시리즈부문 여자 우수연기상   | 쌈 마이웨이              | 수상 |
| 2017 | KBS 연기대상                   | 여자 네티즌상                    | 쌈 마이웨이              | 수상 |
| 2017 | KBS 연기대상                   | 베스트 커플상 (with 박서준)      | 쌈 마이웨이              | 수상 |
| 2018 | KBS 월드 글로벌 팬 어워즈      | 베스트 커플상 (with 박서준)      | 쌈 마이웨이              | 수상 |
| 2018 | 제13회 숨피 어워즈             | 올해의 연기상 여자부문           | 쌈 마이웨이              | 후보 |
| 2018 | 제13회 숨피 어워즈             | 베스트 키스상 (with 박서준)      | 쌈 마이웨이              | 후보 |
| 2018 | 제13회 숨피 어워즈             | 베스트 커플상 (with 박서준)      | 쌈 마이웨이              | 후보 |
| 2018 | 제3회 아시아 아티스트 어워즈   | 배우부문 여자 인기상             | 빈칸                     | 후보 |
| 2019 | 제12회 코리아 드라마 어워즈    | 여자 우수연기상                  | 아스달 연대기            | 후보 |
| 2023 | 제59회 백상예술대상            | TV부문 여자 최우수연기상         | 나의 해방일지            | 후보 |
| 2024 | 제15회 코리아 드라마 어워즈    | 핫스타상                         | 눈물의 여왕              | 수상 |
| 2024 | 제15회 코리아 드라마 어워즈    | 베스트 커플상 (with 김수현)      | 눈물의 여왕              | 수상 |
| 2024 | 제10회 에이판 스타 어워즈      | 미니시리즈부문 여자 최우수연기상 | 눈물의 여왕              | 후보 |
| 2024 | 제10회 에이판 스타 어워즈      | 베스트 커플상 (with 김수현)      | 눈물의 여왕              | 후보 |